# Thomas Wemyss Reid
Thomas Wemyss Reid (Newcastle upon Tyne, 1842 – 26 febbraio 1905) è stato un editore e biografo inglese. Fu anche uno scrittore di novelle dell'epoca.

## Biografia
Diventato capo reporter del Newcastle Journal all'età di 19 anni lavorò presso il Leeds Mercury (dal 1870 al 1887) - alla fine del 1887 riuscì a diventare manager della Cassell and Co, editori inglesi.

### L'incontro con Oscar Wilde
Viste le abilità di Oscar Wilde nell'effettuare le recensioni letterarie, decise di coinvolgerlo. Nella sua rivista “The Lady's World: A Magazine of Fashion and Society” si parlava di femminismo e volle un parere di Wilde, lo ottenne e ne fu colpito positivamente assumendolo. Il 18 maggio 1887 Oscar iniziò la collaborazione Wilde propose ed ottenne dopo qualche discussione che il nome della rivista cambiasse in «The Woman’s World». Nel 1889 Oscar lasciò l'incarico, due mesi dopo la rivista cessò di essere pubblicata.

## Opere
In seguito scrisse numerose biografie fra cui quella di Charlotte Brontë, oltre ad altre opere fra cui:
- Land of the Bey, uno scritto che parlava della Tunisia
- Gladys Fane e altre novelle.